# Chromonephthea bayeri
Chromonephthea bayeri är en korallart som beskrevs av van Ofwegen 2005. Chromonephthea bayeri ingår i släktet Chromonephthea och familjen Nephtheidae. Inga underarter finns listade i Catalogue of Life.